# Saint-Germain-sur-Rhône
Saint-Germain-sur-Rhône é uma comuna francesa na região administrativa de Auvérnia-Ródano-Alpes, no departamento da Alta Saboia. Estende-se por uma área de 7.85 km². Em 2010 a comuna tinha 567 habitantes (densidade: 72,2 hab./km²).